# فیودور بوریسوف
فیودور بوریسوف (انگلیسی: Fyodor Borisov; ۵ فوریهٔ ۱۸۹۲ – ) دوچرخه‌سوار اهل امپراتوری روسیه بود.